# 1980 en Suisse
Chronologie de la Suisse
- 1976
- 1977
- 1978
- 1979
- 1980
- 1981
- 1982
- 1983
- 1984

## Gouvernement au1erjanvier 1980
- Conseil fédéral[1]:
  - Georges-André Chevallaz PRD, président de la Confédération
  - Kurt Furgler PDC, vice-président de la Confédération
  - Hans Hürlimann PDC
  - Willi Ritschard PSS
  - Leon Schlumpf UDC
  - Pierre Aubert PSS
  - Fritz Honegger PRD

## Évènements

### Janvier
Dimanche 20 janvier 
- Elections cantonales à Bâle-Ville. Kurt Jenny (PRD), Arnold Schneider (PRD), Eugen Keller (PDC) et Edmund Wyss (PSS) sont élus au Conseil d’État lors du 1er tour de scrutin.

### Février
Dimanche 6 février 
- Des coups de feu sont tirés sur l’ambassadeur de Turquie à Berne qui ne subit que de légères blessures. L’attentat est revendiqué par les Commandos des justiciers du génocide arménien.

 Samedi 9 février 
- Pour la huitième fois de son histoire, le HC Arosa devient champion de Suisse de hockey-sur-glace.

 Mardi 12 février 
- Une collision entre une locomotive de manœuvre et un train régional se produit à la gare de Berne-Wylerfeld. On dénombre deux morts et dix-huit blessés.

 Jeudi 14 février 
- Décès à Zollikon (ZH), à l’âge de 73 ans, du diplomate Alfred Escher, ancien commissaire du CICR pour l'aide aux réfugiés en Palestine.

 Dimanche 17 février 
- Elections cantonales à Bâle-Ville. Karl Schnyder (PSS), Hansruedi Schmid (socialiste dissident) et Peter Facklam (PLS) sont élus au Conseil d’État lors du 2e tour de scrutin.
- Aux Jeux olympiques de Lake Placid, la paire Eric Schärer et Josef Benz remporte le titre de champion olympique de bob à deux.

 Vendredi 22 février 
- Décès à Villeneuve du peintre d’origine autrichienne Oskar Kokoschka.
- Décès à Wald (ZH), à l’âge de 88 ans, du designer, peintre et sculpteur Camille Graeser.

 Samedi 23 février 
- Décès à Lugano, à l’âge de 90 ans, de l’ancien conseiller fédéral Enrico Celio.

### Mars
Dimanche 2 mars 
- Votations fédérales. Le peuple rejette, par 1 052 575 non (78,9 %) contre 281 475 oui (21,1 %), l'initiative populaire « Séparation complète de l'État et de l'Église ».
- Votations fédérales. Le peuple approuve, par 1 117 007 oui (86,1 %) contre 181 009 non (13,9 %), l’arrêté fédéral concernant la nouvelle réglementation de l'approvisionnement du pays.
- Elections cantonales en Thurgovie. Erich Böchli (PRD), Arthur Haffter (PRD), Hanspeter Fischer (UDC), Felix Rosenberg (PDC) et Ulrich Schmidli (PSS) sont élus au Conseil d’État lors du 1er tour de scrutin.

 Jeudi 13 mars 
- Attaque à main armée avec prise d’otages à la succursale de la Banque cantonale zurichoise à Wollishofen. Les deux agresseurs et un policier sont tués.

 Dimanche 16 mars 
- L’assemblée des délégués du Rassemblement jurassien, qui se tient à Cortébert, donne lieu à des échauffourées entre adversaires dans la Question jurassienne. Les grenadiers de la police doivent intervenir.

### Avril
Samedi 12 avril 
- Ouverture de l’exposition horticole Grün 80 à Münchenstein.

 Mardi 15 avril 
- Arrestation à Bâle de deux douaniers français accusés d'espionnage économique.

 Jeudi 17 avril 
- Le Conseil fédéral reconnaît le Zimbabwe dont l’indépendance vient d’être proclamée.

 Dimanche 27 avril 
- Landsgemeinde à Appenzell Rhodes-Intérieures.

 Mardi 29 avril 
- Visite officielle de la reine Élisabeth II et du prince Philip.

### Mai
Jeudi 31 mai 
- De jeunes manifestants protestent contre un crédit pour la rénovation de l’Opéra de Zurich qu’ils jugent comme un symbole de la culture bourgeoise. Lors des émeutes de l'opéra, des barricades sont érigées et la manifestation dégénère. Un policier, victime d’une crise cardiaque, trouve la mort, dix personnes sont blessées et les dégâts matériels s’élèvent à un million de francs.

### Juin
Dimanche 1er juin 
- Inauguration de la gare ferroviaire de l’Aéroport de Zurich-Kloten.

 Samedi 7 juin 
- Mille cinq cents personnes manifestent à Berne pour réclamer la mise en œuvre du principe A travail égal, salaire égal.

 Samedi 14 juin 
- Ouverture de la jonction autoroutière entre la Suisse et l’Allemagne. Le nouveau tronçon, d’une longueur de 4 km, relie l’autoroute allemande A5 à l’autoroute suisse A2.
- Le FC Bâle s’adjuge, pour la huitième fois de son histoire, le titre de champion de Suisse de football.

 Vendredi 20 juin 
- L’Italien Mario Beccia remporte le Tour de Suisse cycliste

 Jeudi 26 juin 
- Inauguration du nouveau centre du WWF à Gland.

### Juillet
Jeudi 3 juillet 
- Inauguration d’un tronçon de 23,3 km sur l’autoroute A2, entre Rothrist et Sursee.

 Vendredi 11 juillet 
- Décès à Collonge-Bellerive (GE), à l’âge de 76 ans, du sculpteur Arnold d’Altri.

 Samedi 12 juillet 
- Nuit de violences à Zurich. La police disperse un cortège de jeunes manifestants et procède à 130 arrestations.

 Jeudi 24 juillet 
- Aux Jeux olympiques de Moscou, le Valaisan Robert Dill-Bundi remporte le titre de champion olympique de poursuite individuelle (cyclisme).

 Lundi 28 juillet 
- Aux Jeux olympiques de Moscou, le Zurichois Jürg Röthlisberger remporte le titre de champion olympique de judo, dans la catégorie des moins de 86 kg.

 Mercredi 30 juillet 
- Ouverture d’un tronçon de 9 km de l’autoroute A1 entre Villars-Sainte-Croix et Oulens (VD).

### Août
Samedi 20 août 
- Décès à Montpellier, à l’âge de 96 ans, du botaniste Josias Braun-Blanquet.

27 août
- En ville de Bienne, manifestation en soutien aux boycotteuses de la grève des casseroles.

28 août
- Jugement et condamnation des boycotteuses de la grève des casseroles par le Tribunal de première instance à Bienne.

 Samedi 30 août 
- Nuit d’émeute à Zurich. De violents affrontements opposent les forces de l’ordre et de jeunes manifestants qui protestent contre la pénurie de logements. La police interpelle 137 personnes.

### Septembre
Samedi 5 septembre 
- Ouverture du Tunnel routier du Gothard, sur l’autoroute A2.

 Dimanche 6 septembre 
- La fermeture du centre autonome de la Limmatstrasse est à l’origine d’une nouvelle manifestation à Zurich. 338 manifestants sont arrêtés, on dénombre 10 blessés et d’importants dégâts matériels.

 Jeudi 10 septembre 
- Décès à Kilchberg, à l’âge de 87 ans, de l’architecte William Dunkel.

 Mardi 16 septembre 
- Décès à Genève, à l’âge de 84 ans, du psychologue Jean Piaget.

 Samedi 17 septembre 
- Décès à Catane Sicile, à l’âge de 87 ans, du volcanologue Alfred Rittmann.

 Jeudi 22 septembre 
- Décès, à l’âge de 89 ans, du professeur Hans Steck, pionnier de la psychiatrie.

 Samedi 27 septembre 
- Quelque 400 jeunes du mouvement « Lôzane bouge » se réunissent pour revendiquer notamment l'ouverture d'un centre autonome à Lausanne. Cette manifestation, qui se déroule durant le Comptoir suisse, sera la première d’une longue série de démonstrations qui agiteront l’automne lausannois.

 Dimanche 28 septembre 
- Election complémentaire à Berne. Hans Krähenbühl (PRD) est élu au Conseil d’État lors du 1er tour de scrutin.

 Mardi 30 septembre 
- Collision entre un train direct du Chemin de fer Montreux-Oberland Bernois et un véhicule de service à Rossinière. Un employé de la compagnie est tué et huit passagers des deux convois sont blessés.

### Octobre
Mercredi 22 octobre 
- Ouverture d’un tronçon de 11,3 km sur l’autoroute A9, entre Aigle et Bex.

 Samedi 25 octobre 
- Ouverture du centre culturel de la Rote Fabrik à Zurich.

### Novembre
Samedi 1er novembre 
- Huit mille personnes manifestent à Berne pour affirmer leur opposition au maintien du statut saisonnier et leur soutien à l’initiative Être solidaire.

 Lundi 3 novembre 
- Inauguration du vol de ligne Lugano-Agno-Genève par la compagnie Crossair.
- Décès à Genève, à l’âge de 76 ans, de l’écrivain Ludwig Hohl.

 Jeudi 27 novembre 
- Décès à Sion, à l’âge de 84 ans, du compositeur Georges Haenni.

 Dimanche 30 novembre 
- Votations fédérales. Le peuple approuve, par 841 901 oui (51,6 %) contre 791 208 non (48,4 %), la modification de la loi fédérale sur la circulation routière, introduisant le port obligatoire de la ceinture de sécurité et du casque.
- Votations fédérales. Le peuple approuve, par 1 059 760 oui (67,3 %) contre 514 995 non (32,7 %), l’arrêté fédéral portant suppression de la quote-part des cantons au produit net des droits de timbre.
- Votations fédérales. Le peuple approuve, par 1 127 595 oui (71,0 %) contre 459 632 non (29,0 %), l’arrêté fédéral fixant la nouvelle répartition des recettes nettes de la Régie fédérale des alcools provenant de l'imposition des boissons distillées.
- Votations fédérales. Le peuple approuve, par 1 012 812 oui (63,5 %) contre 581 204 non (36,5 %), l’arrêté fédéral portant révision du régime du blé dans le pays.

### Décembre
Mardi 1er décembre 
- Recensement fédéral de la population. La Suisse compte 6 365 960 habitants.

 Vendredi 12 décembre 
- Ouverture du tunnel routier du Seelisberg, long de 9,25 km, sur l’autoroute A2.

 Dimanche 14 décembre 
- Election complémentaire à Genève. Aloys Werner (hors-parti) est élu au Conseil d’État lors du 1er tour de scrutin.

 Jeudi 18 décembre 
- Inauguration du pont du Ganter, d’une portée de 174 m, sur la route du Simplon (VS).

 Jeudi 25 décembre 
- Décès à Genève, à l’âge de 81 ans, de l’aviateur Henri Dufaux.